# Jean Castagnou
Jean Castagnou, né le 18 janvier 1928 à Layrac et décédé le 17 mars 2006 à Tours, est un homme politique français.

## Mandats électifs
- Député de la 3e circonscription d'Indre-et-Loire (1978-1981)